# Hemigrammus neptunus
Hemigrammus neptunus es una especie de pez de la familia Characidae en el orden de los Characiformes.

## Morfología
Los machos pueden llegar alcanzar los 3,2 cm de longitud total.

## Hábitat
Vive en zonas de clima tropical (11°S-12°S).

## Distribución geográfica
Se encuentran en Sudamérica: cuenca del río Amazonas en Bolivia.